# Angelika Handt
Angelika Handt po mężu Kahl (ur. 10 lipca 1954 w Radebeulu) – niemiecka lekkoatletka, sprinterka. W czasie swojej kariery reprezentowała  Niemiecką Republikę Demokratyczną.
Specjalizowała się w biegu na 400 metrów. Zajęła 4. miejsce w tej konkurencji na halowych mistrzostwach Europy w 1974 w Göteborgu.
Zdobyła złoty medal w sztafecie 4 × 400 metrów na mistrzostwach Europy w 1974 w Rzymie (sztafeta NRD biegła w składzie: Brigitte Rohde, Waltraud Dietsch, Handt i Ellen Streidt). Na tych samych mistrzostwach zajęła 5. miejsce w biegu na 400 metrów.
Była mistrzynią NRD w sztafecie 4 × 100 metrów w 1972 oraz wicemistrzynią w biegu na 400 metrów w 1974. W hali była mistrzynią w sztafecie 4 × 1 okrążenia w 1972 oraz brązową medalistką w biegu na 400 metrów w 1974.
Rekord życiowy Handt w biegu na 400 metrów wynosił 51,24 s (ustanowiony 4 września 1974 podczas mistrzostw Europy w Rzymie).